# CSI: Miami (4. sezona)
Četvrta sezona serije CSI: Miami je premijerno prikazana na američkom kanalu CBS 19. rujna 2005., a završila je 22. svibnja 2006. godine.

## Glumačka postava
| Glumac/glumica   | Lik               | Glumi u ep. |
| ---------------- | ----------------- | ----------- |
| David Caruso     | Horatio Caine     | 1 - 25      |
| Emily Procter    | Calleigh Duquesne | 1 - 25      |
| Adam Rodriguez   | Eric Delko        | 1 - 25      |
| Khandi Alexander | Alexx Woods       | 1 - 25      |
| Jonathan Togo    | Ryan Wolfe        | 1 - 25      |
| Eva LaRue        | Natalia Boa Vista | 1 - 25      |
| Rex Linn         | Frank Tripp       | 1 - 25      |

## Epizode
| Ep. u seriji | Ep. u sezoni | Naziv epizode        | Datum emitiranja |
| --- | ------------ | -------------------- | ---------------- |
| 73 | 1            | "From the Grave"     | 19.9.2005.       |
| Kada pogreb postane mjesto zločina, Horatio i njegov tim morat će se suočiti s lokalnom bandom poznatom pod imenom Mala noche. Istraga će ih uplesti u svijet ilegalne prodaje oružja, a nažalost će i nevina žrtva biti silovana. |              |                      |                  |
| 74 | 2            | "Blood in the Water" | 26.9.2005.       |
| Kada obitelj Gannon na njihovoj jahti zatekne strašna tragedija, ekipa za očevid morat će djelovati mnogo brže nego inače jer kako vrijeme prolazi tako dokazi sve više tonu. Kada se dozna da je gorućemu brodu bila ponuđena pomoć koju su vlasnici odbili, Horatio se pita nije li to sve bio plan da se obitelj domogne goleme količine novca od osiguranja. |              |                      |                  |
| 75 | 3            | "Prey"               | 3.10.2005.       |
| Ekipa za očevid istražuje nestanak adolescentice nakon noći tulumarenja uoči putovanja na Bahame. Horatio otkriva kameru u autu koji je nestala djevojka unajmila, a snimka koju mora naći mogla bi mu otkriti što se dogodilo. |              |                      |                  |
| 76 | 4            | "48 Hours to Life"   | 10.10.2005.      |
| U slučaju ubojstva Patricije Boland sve ukazuje na mladoga Tobyja Hollinsa koji je radio za žrtvu. Usprkos činjenici da mladić prizna zločin, Horatio osjeća da je nevin, a ima samo 48 sati da bi to dokazao. |              |                      |                  |
| 77 | 5            | "Three-Way"          | 17.10.2005.      |
| Mjesto zločina skupocjeni je hotel s pet zvjezdica, a žrtva čistač bazena Armando. Glavne osumnjičene ubrzo postaju tri žene u ranim tridesetima koje su preko vikenda odsjele na luksuznom zadnjem katu hotela ne bi li se počastile kozmetičkim tretmanima i odmorile od svojih supruga. |              |                      |                  |
| 78 | 6            | "Under Suspicion"    | 24.10.2005.      |
| Ekipa za očevid utrkuje se s vremenom ne bi li otkrila tko Horatiju pokušava namjestiti ubojstvo žene s kojom se u posljednje vrijeme viđao. Hoće li uspjeti usprkos činjenici da je u žrtvinu stanu pronađena Horatijeva krv? |              |                      |                  |
| 79 | 7            | "Felony Flight"      | 7.11.2005.       |
| Nakon sabotaže i bijega iz aviona koji je letio iz New Yorka za Miami, osuđeni serijski ubojica Henry Darius bježi s mjesta nesreće. Njegov nagon za ubijanje se ponovo probudio, te nasilno odvodi i ubija svoje sljedeće žrtve, mlade studentice s lokalnog fakulteta. Iako je Calleigh uspjela pronaći nove dokaze protiv Henryja, u pomoć kolegama u Miamiju stiže detektiv Mac Tayor iz CSI ekipe New York. Naime, detektiv Taylor je većim djelom zaslužan za Henryjevo uhićenje i pritvor zbog njegovih prijašnjih zločina u New Yorku. |              |                      |                  |
| 80 | 8            | "Nailed"             | 14.11.2005.      |
| CSI ekipa istražuje ubojstvo mlade žene prilikom potpisivanja papira za razvod. Njezin suprug se pokaže kao idealan sumnjivac, ali dokazi upućuju na drukčiju priču. Jedan od članova ekipe istražitelja je napadnut na mjestu zločina i završava u bolnici. |              |                      |                  |
| 81 | 9            | "Urban Hellraisers"  | 21.11.2005.      |
| Eric je svjedok pljačke banke koja je ustvari dio videoigre zvane Urban Hellraisers koja se igra u stvarnom životu. Da bi zaustavili zločince koji stoje iza te igre, Horatio i ekipa moraju smislit kako prijeći na sljedeći noivo prije nego što se dogodi još jedan zločin. |              |                      |                  |
| 82 | 10           | "Shattered"          | 28.11.2005.      |
| Nakon što je u svojoj vili ubijen lokalni narkoboss, CSI ekipa izlazi na mjesto zločina te pronalazi sumnjivca koji Delku preprodaje marihuanu. Ta izjava pokrene unutarnju istragu, koja poprimi osobne razmjere nakon što se u nju uplete i Horatio. Istovremeno, Calleigh donosi važnu odluku o budućnosti svoje karijere. |              |                      |                  |
| 83 | 11           | "Payback"            | 19.12.2005.      |
| DNK analiza oslobodi Briana Lexingtona svih optužbi za brutalno silovanje zbog čega je proveo posljednjih šest godina u zatvoru. Žrtva silovanja, Valerie Nuff, uznemirena činjenicom da je počinitelj i dalje na slobodi, pati od stravičnih noćnih mora i velikih strahova pa se obraća Horatiu i njegovom timu koji nanovo otvaraju slučaj. |              |                      |                  |
| 84 | 12           | "The Score"          | 9.1.2006.        |
| Wayne Reynolds vodi školu u kojoj uči muškarce osvajati žene. Kada je jedan od njegovih učenika ubijen upravo na zadatku, ekipa za očevid prvo će morati otkriti zašto je na žrtvinim prsima ispisano slovo L. Alexx ubrzo ustanovi da je ubojica bio bijesan na Sandersa. Horatiju javljaju da je Delko uhićen zbog posjedovanja marihuane. |              |                      |                  |
| 85 | 13           | "Silencer"           | 23.1.2006.       |
| Latino festival postaje mjesto zločina kad su dvoje plesača sambe ubijeni na plesnom podiju. Kad Horatio uoči da jedna od žrtvi na ruci ima tetoviran biljeg bande Mala Noche, ekipa za očevid morat će voditi istragu na poseban način. |              |                      |                  |
| 86 | 14           | "Fade Out"           | 30.1.2006.       |
| Pod mostom je nađeno obješeno tijelo Jakea Richmonda. Kada Alexx ustanovi da su mu propucali oči, ekipi za očevid postaje jasno da je žrtva bila ubijena prije nego što je obješena. Kada mu u džepu nađu kartu joker, Horatio je uvjeren da je riječ o mafijaškome obračunu. |              |                      |                  |
| 87 | 15           | "Skeletons"          | 6.2.2006.        |
| Horatio se ponovno susreće sa svojim najvećim neprijateljem Walterom Resdenom, ali je ovaj put odlučan privesti ga pravdi. Delko i Cooper istražuju ubojstvo žrtve pronađene na odbojkaškom igralištu. |              |                      |                  |
| 88 | 16           | "Deviant"            | 27.2.2006.       |
| Ubijen je poznati pedofil Philip Gordon koji je živio u istome kvartu kao i Alexx. Iako tim isprva misli da je žrtva umrla od batina, ubrzo se uspostavi da je bio i uboden nožem. Stvari se zakompliciraju kad se otkrije da je Alexx u kvartu vodila kampanju protiv Gordona. |              |                      |                  |
| 89 | 17           | "Collision"          | 6.3.2006.        |
| Divlja jurnjava ulicama Miamija završi neobičnom nesrećom i smrću vozačice. Slučaj dolazi u ruke CSI tima, koji u prtljažniku pronađe tijelo ubijenog muškarca. Uskoro se CSI-evci nađu duboko u mračnoj istrazi ubojstva povezanog s ukradenom ogrlicom vrijednom 4 milijuna dolara. Tijekom istrage, jedan će trag Nataliju emotivno potresti i potaknuti da ispriča dio vlastite prošlosti. |              |                      |                  |
| 90 | 18           | "Double Jeopardy"    | 13.3.2006.       |
| Kada je bjelački rasist oslobođen krivnje za ubojstvo svoje supruge nakon što je saznao da ona nije isključivo bjelačke krvi, Horatio i njegov tim morat će ubojicu privesti pravdi. Posao im otežava činjenica da se jednoj osobi ne može dva puta suditi za isti zločin. |              |                      |                  |
| 91 | 19           | "Driven"             | 20.3.2006.       |
| Skupina naoružanih maskiranih muškaraca upadne u salon ljepote sa zahtjevom da im bogate klijentice predaju ključeve svojih automobila. Stvari se zakompliciraju kada se ustanovi da je pljačkaška trojka odnijela i ključeve njihovih domova. |              |                      |                  |
| 92 | 20           | "Free Fall"          | 10.4.2006.       |
| U hotelu predviđenome za rušenje nađena su trupla dvojice strijeljanih muškaraca. Istragom se uspostavi da su žrtve bile upletene u pranje novca. Tim sumnja da je u zločin upleten vlasnik hotela. |              |                      |                  |
| 93 | 21           | "Dead Air"           | 24.4.2006.       |
| Kada mladu ženu telefonom nazove žena koju ona ne poznaje, a koja tvrdi da je oteta, ekipa za očevid morat će djelovati brže nego obično. Iako je njezin suprug onaj od kojega su otmičari tražili novac, isti ubrzo postaje i Horatijov glavni osumnjičenik. |              |                      |                  |
| 94 | 22           | "Open Water"         | 1.5.2006.        |
| Kada veliki cruiser uplovi u Miami, jedan od putnika tvrdi da je drugi putnik pao u more. Ekipa za očevid ubrzo otkriva da se tijekom krstarenja dogodilo ubojstvo. FBI ispituje Marisol i Horatija. |              |                      |                  |
| 95 | 23           | "Shock"              | 8.5.2006.        |
| Bogata, mlada nasljednica nađena je mrtva u kupaonici svoje kuće za vrijeme trajanja tuluma kojeg je ona organizirala. Osumnjičenih ima napretek, a istraga Horatijev tim dovede u svijet trgovine ljudima. Marisol i Horatio planiraju vjenčanje. |              |                      |                  |
| 96 | 24           | "Rampage"            | 15.5.2006.       |
| Članovi bande Mala noche počnu histerično pucati za suđenja jednomu njihovomu članu. U pucnjavi stradaju Delko i Marisol, a Horatio ubrzo dozna da je on njihova prava meta. Ericovu djevojku uhodi njegova bivša djevojka. |              |                      |                  |
| 97 | 25           | "One of Our Own"     | 22.5.2006.       |
| Horatio i Delko nastavljaju tragati za Antoniom Riazom. Kada nestane dvanaest tisuća dolara zaplijenjenih u razotkrivanju narko-lanca, cijela ekipa za očevid dospijeva pod istragu. Horatio otkriva da se Marisol viđala s Riazom prije no što su se njih dvoje vjenčali. |              |                      |                  |